# 52-я воздушная истребительная армия ПВО
52-я воздушная истребительная армия ПВО (52-я ВИА ПВО) — оперативное объединение войск ПВО СССР, предназначенное для обеспечения задач противовоздушной обороны самостоятельно и во взаимодействии с другими видами Вооружённых Сил и родами войск (сил) ВС СССР.

## История наименований
- 19-я воздушная истребительная армия ПВО (c 01.02.1946 г.);
- 78-я воздушная истребительная армия ПВО (с 20.02.1949 г.);
- 64-я воздушная истребительная армия ПВО (с 31.10.1949 г.);
- 52-я воздушная истребительная армия ПВО (с 01.02.1952 г.).

## Формирование
52-я воздушная истребительная армия ПВО переформирована в соответствии с решением Верховного главнокомандующего из 64-й воздушной истребительной армии ПВО в начале февраля 1952 года.

## Переформирование
В соответствии с формированием новой системы противовоздушной обороны страны армия к 1 марта 1960 года была переформирована в управление истребительной авиации Московского округа ПВО в соответствии с Директивой Генерального штаба СА. Части и соединения вошли в состав войск ПВО округа. Управление истребительной авиации Московского округа ПВО в августе 1960 года переформировано в управление авиации Московского округа ПВО.

## Подчинение
| Объединение          | Период                  |
| -------------------- | ----------------------- |
| Московский район ПВО | 01.02.1952 — 20.08.1954 |
| Московский округ ПВО | 20.08.1954 — 01.03.1960 |

## Командующий
- Генерал-майор авиации Фокин Василий Васильевич, 02.1952 - 12.1953
- Генерал-майор авиации Пунтус Иван Григорьевич[2], 12.1953 - 06.1954
- Генерал-полковник авиации Подгорный Иван Дмитриевич, 06.1954 - 01.1958
- Покрышкин Александр Иванович, 01.1958 - 01.03.1960

## Состав
- 56-й истребительный авиационный корпус ПВО (Ярославль)[3]:
  - 142-я истребительная авиационная дивизия ПВО (Правдинск, Горький)[3]
  - 94-я истребительная авиационная дивизия ПВО (Иваново)[3]
  - 100-я истребительная авиационная дивизия ПВО (Дядьково, Ярославская область). Убыла летом 1953 года в Китай[3].
  - 133-я истребительная авиационная дивизия ПВО (Дядьково, Ярославская область). Прибыла летом 1953 года из Китая[3]:
    - 147-й гвардейский истребительный авиационный полк ПВО (Дядьково, Ярославская область);
    - 415-й истребительный авиационный полк ПВО (Туношна, Ярославская область)
    - 726-й истребительный авиационный полк ПВО (Дядьково, Ярославская область)

  - 151-я гвардейская истребительная авиационная дивизия ПВО (с 1952 года до 08.1954 г., Клин)[3]:
    - 28-й гвардейский истребительный авиационный полк ПВО (Клин, Московская область)[3];
    - 72-й гвардейский истребительный авиационный полк ПВО (Борки Калининская (ныне Тверская) область[3];
    - 287-й истребительный авиационный полк ПВО (Клин, Московская область).
- 78-й истребительный авиационный корпус ПВО (Брянск):
  - 15-я гвардейская истребительная авиационная Сталинградская Краснознамённая ордена Богдана Хмельницкого дивизия ПВО;
  - 98-я гвардейская истребительная авиационная Брянская Краснознамённая ордена Суворова дивизия ПВО
  - 324-я истребительная авиационная Свирская Краснознамённая дивизия ПВО
- 88-й истребительный авиационный корпус ПВО (Москва, Ржев):
  - 17-я истребительная авиационная дивизия ПВО;
  - 129-я истребительная авиационная Кёнигсбергская ордена Кутузова дивизия ПВО;
  - 297-я истребительная авиационная дивизия ПВО;
  - 151-я гвардейская истребительная авиационная дивизия ПВО (с 01.10.1951 г., Клин).
- 37-й истребительный авиационный корпус ПВО (Моршанск, Тамбовская область):
  - 18-я истребительная авиационная дивизия ПВО;
  - 103-я истребительная авиационная дивизия ПВО;
  - 328-я истребительная авиационная дивизия ПВО;
  - 142-я истребительная авиационная дивизия ПВО (до 08.1954 г.);
  - 309-я истребительная авиационная Смоленская Краснознамённая  дивизия ПВО (до 05.11.1958 г., расформирована).

## Базирование
| Период                  | Город  |
| ----------------------- | ------ |
| 01.02.1952 - 01.03.1960 | Москва |